# International Paper
La International Paper Company è un'azienda americana specializzata nel settore manifatturiero della carta, la più grande azienda di questo tipo al mondo.
Ha circa 56.000 dipendenti, con sede a Memphis, Tennessee. La società fa parte dell'indice S&P 500 della Borsa di New York.

## Storia
La società è stata costituita il 31 gennaio 1898 dalla fusione di 17 cartiere negli Stati Uniti nordorientali. I suoi fondatori ei primi due presidenti furono William Augustus Russell, morto improvvisamente nel gennaio 1899, e Hugh J. Chisholm. Philip Tell Dodge, presidente della Mergenthaler Linotype Company, ne è stato presidente per 11 anni. L'invenzione della linotipia aumentò notevolmente le dimensioni dei giornali e la necessità di carta da giornale. La società di nuova costituzione ha fornito il 60% di tutta la carta da giornale nel paese.

### Mulino del fiume Hudson

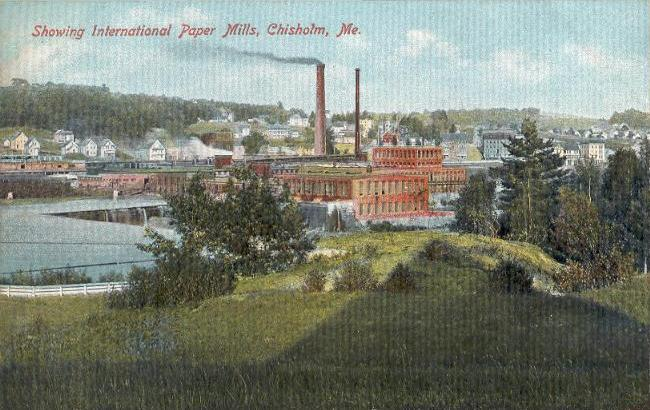
Uno dei 17 mulini fondatori originali di International Paper, costruita nel 1888 come Otis Falls Pulp & Paper Company a Chisholm, nel Maine.

L'Hudson River Mill a Corinth, New York, dove il fiume Sacandaga si unisce al fiume Hudson, è stato un pioniere nello sviluppo della moderna industria della carta alla fine del XIX secolo. La prima cartiera da giornale a base di legno a New York, fu costruita da Albrecht Pagenstecher nel 1869.
All'inizio del XX secolo, l'Hudson River Mill era uno degli stabilimenti più grandi dell'azienda e fungeva sia da ufficio principale che da luogo in cui i lavoratori cartacei hanno contribuito a plasmare la direzione del primo movimento operaio del settore.
Dopo la seconda guerra mondiale, i lavoratori dell'Hudson River Mill svilupparono e perfezionarono la produzione di carta patinata per l'azienda. Lo spostamento delle forze economiche ha portato alla chiusura del mulino nel novembre 2002. Lo storico mulino doveva essere demolito parzialmente nel 2011. Il lavoro, inclusa la rimozione dell'amianto, è stato completato dalla Northstar Group Services.
Data la natura dei loro prodotti, le piante di carta sono altamente infiammabili. Pertanto, International Paper Company ha utilizzato spesso l'isolamento dell'amianto nelle pareti, nei pavimenti e nei tetti come misura protettiva. L'isolamento è stato utilizzato anche su tubi e caldaie negli stabilimenti dell'azienda. Questo materiale destinato a proteggere le persone si è rivelato gravemente dannoso per la loro salute. I produttori non hanno rivelato che i loro prodotti a base di amianto fossero pericolosi, anche se si sapeva che l'amianto causava malattie già negli anni '20. Di conseguenza, a molti ex dipendenti di International Paper è stato diagnosticato il mesotelioma dopo decenni di servizio.

### Acquisizioni

#### 1986-2000
Nel 1986, l'azienda ha acquisito la Hammermill Paper Company, fondata nel 1898, che gestiva undici cartieri a livello nazionale e aveva i suoi uffici aziendali con sede a Erie, Pennsylvania; nel 1988 la Masonite Corporation; e nel 1989, l'azienda cartaria tedesca Zanders Feinpapiere AG e il produttore di carta francese Aussedat Rey. Nel 1996 ha acquistato la Federal Paper Board. Nel 1999, la società ha acquistato la Union Camp Corporation, e nel giugno del 2000 la Champion International. Inoltre, possiede azioni della società cilena Copec.

#### 2011
La Andhra Pradesh Paper Mills Rajahmundry (APPM), che ora è una società internazionale di carta, è uno dei più grandi centri di produzione integrata di carta e cellulosa in India. L'azienda produce carta da scrittura, stampa e fotocopiatrice e cartoncini per il mercato estero e nazionale. Gli impianti di produzione di APPM sono due mulini a Rajahmundry e Kadiam con una capacità di produzione totale di 240.000 TPD (Tonnellate al giorno). L'azienda sta diventando una forza trainante nella sostenibilità nell'arena della produzione della carta attraverso programmi sociali e comunitari mirati, compreso il lavoro pionieristico nella generazione di materie prime attraverso la silvicoltura sociale. International Paper possiede una partecipazione di maggioranza in APPM e le azioni rimanenti sono quotate in borsa alla Bombay e alla National Stock Exchange of India (APPAPER).

#### 2012
Nel 2012, International Paper, attraverso la fusione della sua controllata tra Metal Acquisition Inc., ha acquisito Temple-Inland in un accordo del valore di 4,5 miliardi di dollari. Temple-Inland divenne quindi una consociata interamente controllata di International Paper. Al momento della vendita, l'attività di confezionamento di cartone ondulato consisteva in 7 mulini e 59 impianti di trasformazione, nonché l'attività di prodotti da costruzione.

#### 2025
Il 31 gennaio 2025 ha concluso l'acquisizione della multinazionale inglese DS Smith, dando vita al leader mondiale del packaging in cartone ondulato.

### Ristrutturazione del 2005-2006

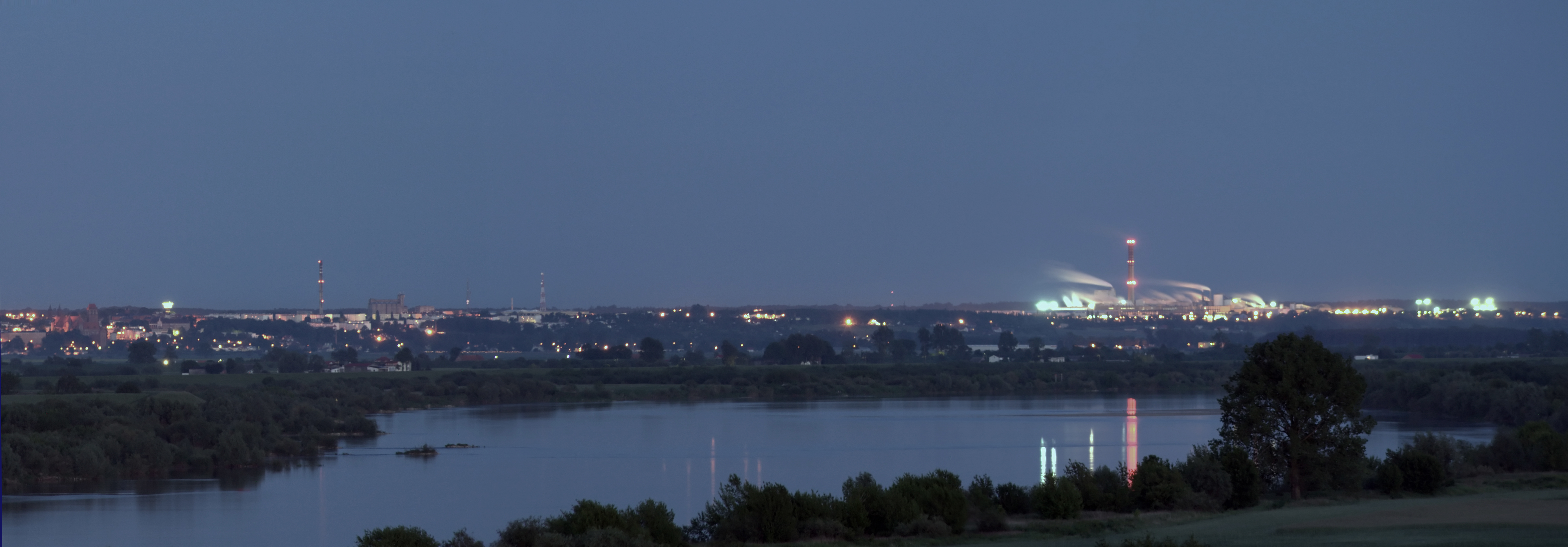
Fabbrica a Kwidzyn, Polonia, di notte

Nel 2005 e nel 2006, l'azienda ha intrapreso una ristrutturazione significativa, vendendo oltre 6.000.000 di acri (24.000 km2) di foreste negli Stati Uniti, insieme alle sue attività di carta patinata, carta kraft, prodotti in legno e imballaggi per bevande, nonché le sussidiarie Arizona Chemical e Carter Holt Harvey, con sede in Nuova Zelanda. Il business della carta patinata (quattro stabilimenti nel Maine, Michigan e Minnesota) è stato venduto ad Apollo Management e ora opera con Verso Paper. Il business della carta kraft (composto da una cartiera kraft a Roanoke Rapids, nella Carolina del Nord e uno stabilimento di sacchi per paglioli a Fordyce, Arkansas) è stato venduto all'azienda Kapstone Paper.
L'attività di confezionamento delle bevande, ora denominata Evergreen Packaging, è stata acquistata da Carter Holt Harvey, in seguito all'acquisto di CHH da parte di Graeme Hart. L'azienda ha venduto la sua divisione di prodotti in legno alla West Fraser Timber, con sede a Vancouver, British Columbia. Ciò includeva 13 segherie, rendendo West Fraser il secondo produttore di legname del Nord America, dopo la Weyerhaeuser Company.

## Logo aziendale

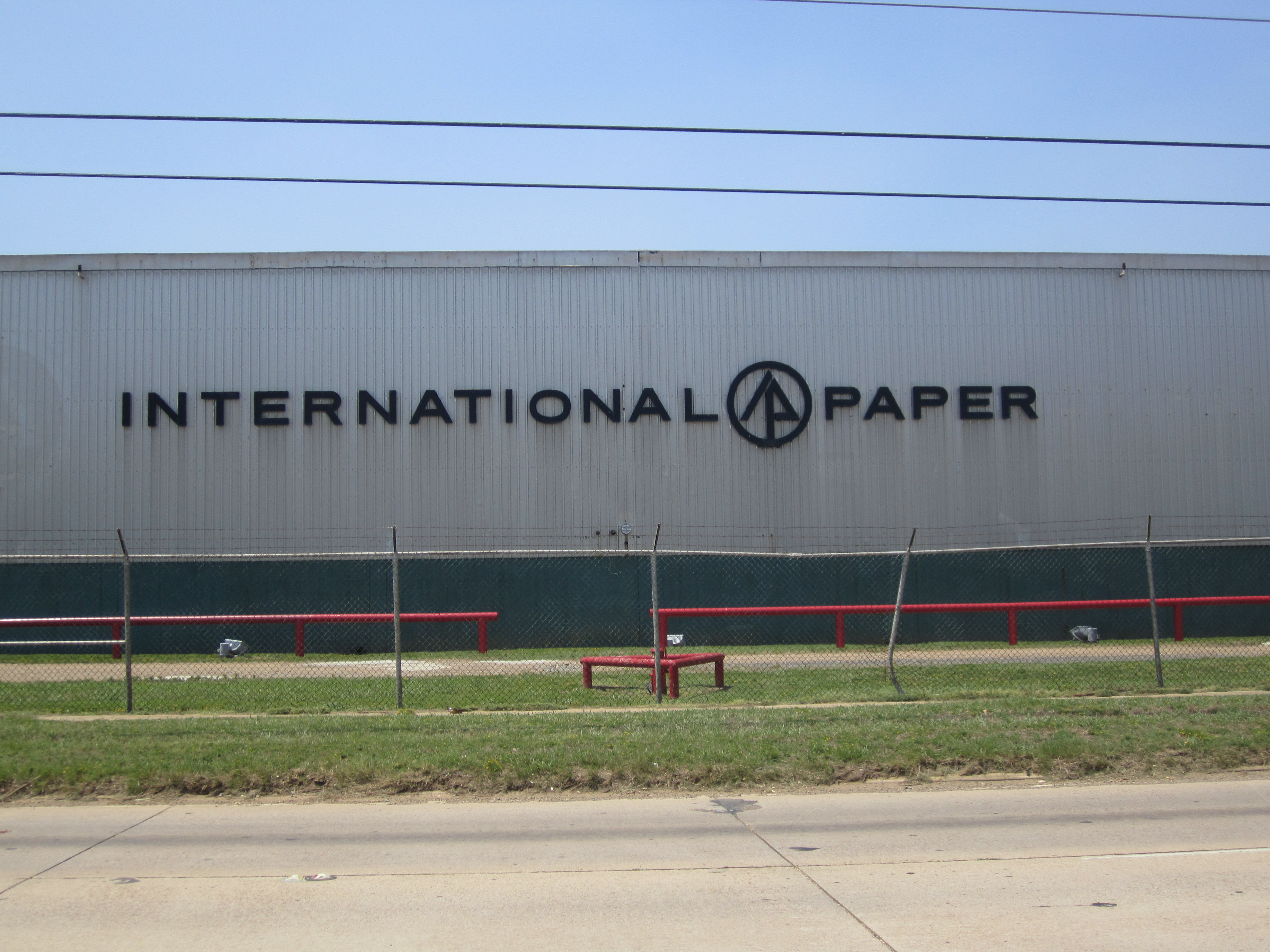
Il logo dell'azienda

Il logo dell'azienda è stato disegnato dai grafici americani Lester Beall e Richard Rogers nel 1960. Il logo presenta le lettere "I" e "P" che formano una freccia stilizzata che ricorda anche un albero circondato da un cerchio. Un vincolo principale nel processo di progettazione era la necessità di un logo abbastanza semplice da poter essere stampato su alberi e legname destinati alla produzione di carta.

## Sede
Nel 2000 è stata progettata l'International Place Tower III che risiede tra le due torri e il cortile esistenti. The Crump Firm ha progettato la torre di 234.000 piedi quadrati di undici piani per includere uffici, sale conferenze, sale di formazione e strutture per la ristorazione. Il granito esterno è stato acquistato e immagazzinato a metà degli anni '80 con l'intento che la sua costruzione imitasse quella delle torri precedenti. Tuttavia, l'inclusione di criteri sismici nel regolamento edilizio di Memphis nel 1994 ha reso il progetto iniziale incapace di andare avanti. Pertanto, gli architetti hanno dovuto modificare completamente il progetto strutturale originale al fine di aderire alle rigide dimensioni esterne necessarie per utilizzare il granito esistente e per adattarsi alle torri esistenti.
Nel 2012, è stato annunciato che International Papers stava costruendo una torre da 90,2 milioni di dollari e 235.000 piedi quadrati a East Memphis.
Oltre alle quattro torri di uffici a International Place, la società gestisce un hangar aeroportuale (al 2522 di Winchester Road) e un data center di Southwind al (3232 Players Club Parkway). Altre strutture correlate all'azienda includono un centro di riciclaggio su South Third e due operazioni di magazzino in tutta Memphis.

## Prodotti e struttura aziendale

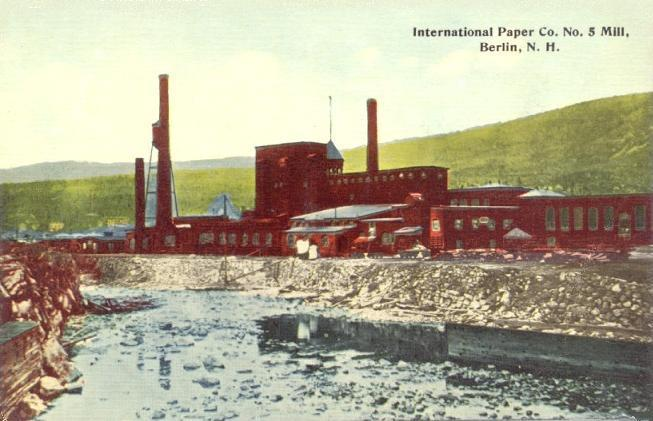
Uno dei vecchi mulini nell'ex "città dei mulini" di Berlin, New Hampshire.

L'azienda era il più grande produttore di coperchi di plastica e bicchieri di carta, producendo per i giganti del fast food McDonald's, Wendy's, Subway, ma la sua divisione di imballaggi di consumo è stata venduta a Graphic Packaging il 2 gennaio 2018. La sua divisione di prodotti in legno è stata venduta nel 2007 a West Fraser Timber Co. Ltd., una società con sede a Vancouver, British Columbia. L'azienda produce carta per stampanti e fotocopiatrici, buste, imballaggi in cartone ondulato e cellulosa.
La società è un ex componente del Dow Jones Industrial Average, incluso nell'indice dal 3 luglio 1956 al 7 aprile 2004. È stato uno dei tre componenti ad essere abbandonato nel cambiamento del 2004, insieme ad AT&T Corporation e Eastman Kodak.
A partire dal 1 febbraio 2007, la vendita della divisione packaging per bevande è stata completata quando il miliardario neozelandese Graeme Hart che ha vinto l'offerta con un prezzo di acquisto di quasi $800 milioni. La divisione ora opera sotto l'etichetta Evergreen.
Il 17 marzo 2008, la società ha annunciato che stava acquistando l'unità di cartone per container di Weyerhaeuser per $ 6 miliardi.
Nell'ottobre 2007 ha costituito una joint venture con Ilim Holding, Ilim Group, l'alleanza nel settore forestale russo.
Il 1 luglio 2014, la società ha annunciato il completamento dello spinoff xpedx che si è fuso con Unisource, creando una società indipendente, Veritiv Corporation.
Il 2 maggio 2016 ha annunciato l'acquisto della divisione di fibre di cellulosa di Weyerhaeuser. L'acquisizione è stata completata il 1 dicembre 2016.